# Лазаренко, Виктор Анатольевич
Виктор Анатольевич Лазаренко (род. 26 апреля 1956, Сумы) — российский учёный, специалист в области хирургии, доктор медицинских наук, профессор, ректор Курского государственного медицинского университета с 2009 года. Заслуженный врач Российской Федерации. Заслуженный деятель науки Российской Федерации. Член Российского общества ангиологов и сосудистых хирургов, Европейского общества сосудистых хирургов, ассоциации хирургов-гепатологов Российской Федерации. Академик Международной академии наук экологии, безопасности человека и природы, Российской академии медико-технических наук, Российской академии естественных наук, Российской академии естествознания.

## Биография
Виктор Лазаренко родился в 1956 г. в городе Сумы. В 1979 году окончил лечебный факультет Курского государственного медицинского института. Работал детским хирургом в Шебекинской больнице Белгородской области. В 1988 г. защитил кандидатскую диссертацию на тему «Функциональное состояние глубоких вен при первичной варикозной болезни и послеоперационных рецидивах этого заболевания». Им предложен ряд классификаций, методов диагностики, лечения и реабилитации больных варикозом которые широко используются в клиниках нашей страны и за рубежом. Предложенный способ экстравазальной коррекции клапанов вен в 1990 году был представлен на ВДНХ СССР.
В 1996 году защитил докторскую диссертацию на тему «Клапанная недостаточность глубоких вен нижних конечностей, диагностика и хирургическое лечение».
С 1996 г. — профессор кафедры хирургических болезней.
С 2001 по 2003 год — заведующий отделением кардиососудистой хирургии Областной клинической больницы, главный кардиососудистый хирург Курской области.
С 2002 г. — декан факультета последипломного образования.
С 2004 г. — проректор по научно- исследовательской работе.
В августе 2009 года назначен на должность ректора Курского государственного медицинского университета.

## Научная деятельность
Научные интересы: проблемы варикозной и посттромботической болезни; лечение критической артериальной ишемии; хирургическое лечение нарушений ритма сердца, деструктивного панкреатита, абсцессов печени, сепсиса, обтурационной желтухи, малоинвазивной хирургии локальных воспалительных образований брюшной полости; лечение ожоговой болезни. Автор трёх научных открытий и более 900 публикаций, 95 изобретений. Под руководством В. А. Лазаренко защищено 7 докторских и 23 кандидатских диссертации.

## Награды и звания
- Почётное звание «Заслуженный врач Российской Федерации» (2003 г.)
- Нагрудный знак «Отличник здравоохранения Российской Федерации»
- Звание «Почётный доктор Малайзиского международного университетского колледжа» (2012 г.)
- Почётная Грамота Курской областной Думы — за многолетний добросовестный труд, высокий профессионализм и значительный вклад в развитие образования области (2013 г.)
- Почётная грамота Государственной Думы Федерального Собрания Российской Федерации — за существенный вклад в развитие законодательства Российской Федерации (2013 г.)
- Почётное звание «Доктор наук университетского колледжа GEOMATIKA» (Куала-Лумпур, Малайзия) (2014 г.)
- Почётный профессор Бейрутского университета MATN (Ливан) (2015 г.)
- Памятная медаль «XXII олимпийские зимние игры и XI паралимпийские зимние игры 2014 года в г. Сочи» (2014 г.)
- Почётное звание «Заслуженный деятель науки Российской Федерации» (2022 г.)[4]